# وینا (لسکوواتس)
وینا (به صربی: Vina) یک منطقهٔ مسکونی در صربستان است که در لسکواس واقع شده‌است. وینا ۲۳۲ نفر جمعیت دارد و ۳۴۳ متر بالاتر از سطح دریا واقع شده‌است.